# Trinidad (ort i Colombia, Casanare, lat 5,43, long -71,63)
Trinidad är en ort i Colombia.   Den ligger i departementet Casanare, i den centrala delen av landet, 290 km öster om huvudstaden Bogotá. Trinidad ligger 163 meter över havet och antalet invånare är 4 752.
Terrängen runt Trinidad är mycket platt. Runt Trinidad är det mycket glesbefolkat, med 2 invånare per kvadratkilometer. Trinidad är det största samhället i trakten. Omgivningarna runt Trinidad är huvudsakligen savann.